# Листовая земля
Листовая земля, или лиственный перегной, образуется из листьев, которые складывают в кучи для перегнивания. 
Листья листопадных деревьев собирают в парках, садах, скверах после листопада. Листья дуба и каштана менее пригодны, поскольку содержат большое количество дубильной кислоты, которая негативно влияет на корневую систему садовых растений и медленно разлагается. Кучи складывают высотой 1—1,5 м, в засушливое лето обильно поливают водой. В течение года кучи перелопачивают 2 раза. Через 2 года в кучах листья полностью разлагаются, превращаясь в однородную землистую массу, пригодную для употребления в садоводстве и комнатном и оранжерейном цветоводстве.
Листовая земля считается питательной и лёгкой. В комплексных земляных смесях, используемых в комнатном и оранжерейном цветоводстве, она составляет от 1/5 до 3/4 части.